# Khu (đơn vị hành chính)
Khu, hoặc Chiến khu, là một đơn vị hành chính - quân sự cũ của Việt Nam. Được chính phủ Việt Nam Dân chủ Cộng hòa đặt ra và sử dụng từ cuối năm 1945 đến giữa năm 1957, trên cơ sở tổ chức quản lý hành chính chung cho một số tỉnh - thành phố có vị trí địa lý tiếp giáp nhau để thuận lợi cho việc chỉ đạo, chỉ huy tác chiến và xây dựng lực lượng vũ trang trong thời kỳ đầu Kháng chiến chống Pháp.

## 1945
Theo Sắc lệnh của Chủ tịch Hồ Chí Minh ngày 15 tháng 10 năm 1945, toàn quốc được phân chia lại thành 9 chiến khu như sau: 

### Bắc Bộ
Gồm 3 chiến khu:
- Khu 1 gồm 13 tỉnh: Lào Cai, Hà Giang, Cao Bằng, Lạng Sơn, Bắc Cạn, Bắc Giang, Bắc Ninh, Thái Nguyên, Tuyên Quang, Yên Bái, Phú Thọ, Vĩnh Yên, Phúc Yên.
- Khu 2 gồm 8 tỉnh, thành: Lai Châu, Sơn La, Hòa Bình, Hà Nội, Sơn Tây, Hà Đông, Nam Định, Ninh Bình.
- Khu 3 gồm 8 tỉnh, thành: Hưng Yên, Hải Dương, Thái Bình, Kiến An, Quảng Yên, Hải Ninh, Hải Phòng.

### Trung Bộ
Gồm 3 chiến khu:
- Khu 4 gồm 6 tỉnh: Thanh Hóa, Nghệ An, Hà Tĩnh, Quảng Bình, Quảng Trị, Thừa Thiên.
- Khu 5 gồm 5 tỉnh: Quảng Nam, Quảng Ngãi, Bình Định, Kon Tum, Gia Lai.
- Khu 6 có 6 tỉnh: Phú Yên, Khánh Hòa, Ninh Thuận, Đắc Lắc, Lâm Viên, Đồng Nai Thượng.

### Nam Bộ
Gồm 3 chiến khu:
- Khu 7 có 7 tỉnh, thành: Thủ Dầu Một, Biên Hòa, Tây Ninh, Gia Định, Chợ Lớn, Sài Gòn, Bà Rịa[3].
- Khu 8 có 5 tỉnh: Tân An, Mỹ Tho, Gò Công, Bến Tre, Sa Đéc.
- Khu 9 có 9 tỉnh: Châu Đốc, Hà Tiên, Long Xuyên, Rạch Giá, Bạc Liêu, Trà Vinh, Vĩnh Long, Cần Thơ, Sóc Trăng.

Do điều kiện chiến tranh, liên lạc khó khăn do chiến sự đã lan đến địa bàn khu 6, chính phủ Việt Nam Dân chủ Cộng hòa chỉ mới bổ nhiệm các nhân sự của các chiến khu 1, 2, 3, 4:
- Khu 1 do ông Lê Quảng Ba làm Khu trưởng, Tạ Xuân Thu làm Chính trị ủy viên.
- Khu 2 do ông Hoàng Sâm làm Khu trưởng, Văn Tiến Dũng làm Chính trị ủy viên.
- Khu 3 do ông Hoàng Minh Thảo làm Khu trưởng, Lê Quang Hòa là Chính trị ủy viên.
- Khu 4 do ông Lê Thiết Hùng làm Khu trưởng, Hồ Tùng Mậu làm Chính trị ủy viên.

Các chiến khu khác chưa nhận được chỉ thị của chính phủ, nên chính phủ đã cử ông Nguyễn Bình làm Đặc phái viên vào Nam Bộ để truyền đạt mệnh lệnh. Đến tháng 12 năm 1945, ông Nguyễn Sơn được cử làm Chủ tịch Ủy ban kháng chiến hành chính Miền Nam Việt Nam, kiêm quản cả khu 5 và 6. Ngày 10 tháng 12 năm 1945, tại Hội nghị quân sự Nam Bộ do Xứ ủy Nam Bộ tổ chức tại xã Bình Hòa Nam, huyện Đức Hòa, tỉnh Chợ Lớn, Đặc phái viên Nguyễn Bình đã truyền đạt chỉ thị thành lập các chiến khu. Hội nghị cũng bầu ra nhân sự cho các chiến khu Nam Bộ:
- Khu 7 do ông Nguyễn Bình làm Khu trưởng, Trần Xuân Độ làm Chính trị ủy viên[3].
- Khu 8 do ông Đào Văn Trường làm Khu trưởng, Võ Sĩ làm Chính trị ủy viên[4].
- Khu 9 do ông Hoàng Đình Giong làm Khu trưởng, Phan Trọng Tuệ là Chính trị ủy viên[4].

Do ở xa trung ương, nên 3 chiến khu 7, 8, 9 được đặt dưới quyền chỉ đạo trực tiếp của Xứ ủy Nam Bộ và Ủy ban Kháng chiến Nam Bộ chỉ đạo. Ông Lê Duẩn được chỉ định lãnh đạo chung.

## 1946
Sau Hiệp định sơ bộ Pháp-Việt 1946, quân Pháp tiến vào miền Bắc. Để tiện chỉ đạo và phát huy khả năng độc lập tác chiến của từng địa phương, từ tháng 10 năm 1946, địa bàn các chiến khu được phân chia lại thành 12 chiến khu. Trong đó, các chiến khu mới được thành lập ở Bắc Bộ gồm:
- Khu 10 gồm 6 tỉnh: Lào Cai, Hà Giang, Yên Bái, Phú Thọ, Tuyên Quang, Vĩnh Yên.
- Khu 11 gồm thành phố Hà Nội.
- Khu 12 gồm 5 tỉnh Lạng Sơn, Bắc Giang, Bắc Ninh, Hải Ninh, Quảng Yên (gồm cả Hòn Gai, Đông Triều và Chí Linh).

## 1947
Tháng 7 năm 1947, địa bàn các chiến khu từ Quảng Ngãi trở ra có sự điều chỉnh tạm thời:
- Khu 14 gồm 2 tỉnh Sơn La, Lai Châu và một phần Phú Thọ, Hòa Bình.
- Khu 15 gồm tỉnh Kon Tum và phần phía Tây 2 tỉnh Quảng Nam và Quảng Ngãi.
- Liên khu A gồm Khu 1 và Khu 12 cộng thêm 2 tỉnh Vĩnh Yên và Tuyên Quang.
- Liên khu B gồm Khu 10 và Khu 14, bớt 2 tỉnh Vĩnh Yên, Tuyên Quang.
- Liên khu C gồm Khu 2, Khu 3 và Khu 11.
- Phân khu Bình Trị Thiên gồm các tỉnh Quảng Bình, Quảng Trị và Thừa Thiên.

## 1948
Theo Sắc lệnh 120-SL của Chủ tịch Hồ Chí Minh ngày 21 tháng 1 năm 1948, các khu từ Khu 4 trở ra được điều chỉnh lại thành:
- Liên khu 1 gồm Khu 1 và Khu 12, gồm 10 tỉnh Đông Bắc[5].
- Liên khu 3 gồm Khu 2, Khu 3 và Khu 11, gồm 12 tỉnh thành đồng bằng Bắc Bộ và Hòa Bình[6].
- Liên khu 4 gồm Khu 4 cũ[7].
- Liên khu 10 gồm Khu 10 và Khu 14, gồm 8 tỉnh Tây Bắc và Trung du Bắc Bộ[7].

Ngày 20 tháng 10 năm 1948, thành lập thêm Liên khu 5 trên cơ sở hợp nhất Khu 5, Khu 6 và Khu 15.

## 1949
Đến ngày 4 tháng 11 năm 1949, Liên khu Việt Bắc được thành lập trên cơ sở Liên khu 1 và Liên khu 10.

## 1951
Tháng 5 năm 1951, các khu ở Nam Bộ được giải thể và thành lập thành các Phân liên khu Miền Đông, Phân liên khu Miền Tây và Đặc khu Sài Gòn - Chợ Lớn.
Sau năm 1954, lực lượng Việt Minh tập kết ra Bắc. Các Liên khu 4 đổ vào trên danh nghĩa đều được giải thể. Tuy nhiên, hình thái Liên khu hành chính - quân sự từ Liên khu 4 trở ra vẫn được duy trì cho đến giữa năm 1957 thì giải thể hoàn toàn để thành lập các quân khu thuần túy quân sự.